# Bonconte I Montefeltro
Bonconte I Montefeltro (1165-1242) va ser fill i successor de Montefeltrano I Montefeltro el 1202.
Va dirigir les forces enviades per son pare a Sicília. Vers el 1210 va arrabassar als seus cosins del comtat de Carpegna el castell de Monte Cerignone. El 1216 va ser confirmat en el feu del comtat de Montefeltro i el comtat de Pietrarubbia pel Papa Honori III; el 1226 l'emperador Frederic II li va donar en feu la ciutat d'Urbino amb el territori (comtat), juntament amb son germà Tadeu I Montefeltro, però fins al 1234 no es va poder imposar a la ciutat.
La data de la investidura imperial és discutida, i alguns experts es decanten per la de 1213 i altres per la de 1226; la investidura papal del 1216 sembla clar que no es va estendre a Urbino tot i que alguns historiadors ho consideren possible.
Va morir el 1242. Va deixar quatre fills: Montefeltrano II Montefeltro, Ugolino Montefeltro, Taddeo Novello (capità de l'exèrcit imperial a la guerra de Sicília, va deixar tres fill: Tadeu, Corrado i Ubertino) i Cavalca Montefeltro.